# Wereldkampioenschap superbike van Phillip Island 1999
Het wereldkampioenschap superbike van Phillip Island 1999 was de tweede ronde van het wereldkampioenschap superbike 1999. De races werden verreden op 18 april 1999 op het Phillip Island Grand Prix Circuit op Phillip Island, Australië. Tijdens het weekend kwam enkel het WK superbike in actie, het wereldkampioenschap Supersport was niet aanwezig op het circuit.

## Superbike

### Race 1
| Pos | Nr  | Rijder                | Constructeur | Rondes | Tijd                | Grid | Punten |
| --- | --- | --------------------- | ------------ | ------ | ------------------- | ---- | ------ |
| 1   | 11  | Troy Corser           | Ducati       | 22     | 34:28.167           | 1    | 25     |
| 2   | 1   | Carl Fogarty          | Ducati       | 22     | +3.801              | 2    | 20     |
| 3   | 5   | Colin Edwards         | Honda        | 22     | +18.269             | 4    | 16     |
| 4   | 111 | Aaron Slight          | Honda        | 22     | +18.538             | 3    | 13     |
| 5   | 4   | Akira Yanagawa        | Kawasaki     | 22     | +18.558             | 7    | 11     |
| 6   | 41  | Noriyuki Haga         | Yamaha       | 22     | +18.564             | 9    | 10     |
| 7   | 20  | Doriano Romboni       | Ducati       | 22     | +38.684             | 5    | 9      |
| 8   | 62  | Craig Connell         | Ducati       | 22     | +46.788             | 11   | 8      |
| 9   | 21  | Katsuaki Fujiwara     | Suzuki       | 22     | +55.034             | 10   | 7      |
| 10  | 16  | Andreas Meklau        | Ducati       | 22     | +58.477             | 13   | 6      |
| 11  | 79  | Shawn Giles           | Suzuki       | 22     | +1:06.034           | 14   | 5      |
| 12  | 15  | Igor Jerman           | Kawasaki     | 22     | +1:13.911           | 17   | 4      |
| 13  | 22  | Vittoriano Guareschi  | Yamaha       | 22     | +1:13.916           | 18   | 3      |
| 14  | 33  | Robert Ulm            | Kawasaki     | 22     | +1:15.583           | 16   | 2      |
| 15  | 23  | Jiří Mrkývka          | Ducati       | 22     | +1:31.056           | 21   | 1      |
| 16  | 63  | Alistair Maxwell      | Kawasaki     | 22     | +1:31.271           | 20   |        |
| 17  | 55  | Mauro Lucchiari       | Yamaha       | 22     | +1:31.982           | 22   |        |
| 18  | 38  | Lance Isaacs          | Ducati       | 21     | +1 ronde            | 24   |        |
| 19  | 65  | Peter Archer          | Honda        | 21     | +1 ronde            | 26   |        |
| DNF | 26  | Jean-Pierre Jeandat   | Honda        | 19     | Uitgevallen         | 23   |        |
| DNF | 19  | Lucio Pedercini       | Ducati       | 18     | Uitgevallen         | 19   |        |
| DNF | 76  | Scott Webster         | Honda        | 18     | Uitgevallen         | 25   |        |
| DNF | 99  | Steve Martin          | Ducati       | 8      | Ongeluk             | 8    |        |
| DNF | 9   | Peter Goddard         | Aprilia      | 6      | Uitgevallen         | 15   |        |
| DNF | 6   | Gregorio Lavilla      | Kawasaki     | 5      | Ongeluk             | 6    |        |
| DNF | 7   | Pierfrancesco Chili   | Suzuki       | 4      | Ongeluk             | 12   |        |
| DNQ | 40  | Giuliano Sartoni      | Ducati       | 0      | Niet gekwalificeerd |      |        |
| DNQ | 96  | Greg Smith            | Kawasaki     | 0      | Niet gekwalificeerd |      |        |
| DNQ | 18  | Carlos Macias Perdomo | Ducati       | 0      | Niet gekwalificeerd |      |        |
| DNQ | 89  | John Orchard          | Kawasaki     | 0      | Niet gekwalificeerd |      |        |

### Race 2
| Pos | Nr  | Rijder                | Constructeur | Rondes | Tijd                | Grid | Punten |
| --- | --- | --------------------- | ------------ | ------ | ------------------- | ---- | ------ |
| 1   | 11  | Troy Corser           | Ducati       | 22     | 34:24.328           | 1    | 25     |
| 2   | 1   | Carl Fogarty          | Ducati       | 22     | +0.005              | 2    | 20     |
| 3   | 5   | Colin Edwards         | Honda        | 22     | +15.247             | 4    | 16     |
| 4   | 111 | Aaron Slight          | Honda        | 22     | +15.327             | 3    | 13     |
| 5   | 41  | Noriyuki Haga         | Yamaha       | 22     | +15.330             | 9    | 11     |
| 6   | 4   | Akira Yanagawa        | Kawasaki     | 22     | +29.350             | 7    | 10     |
| 7   | 99  | Steve Martin          | Ducati       | 22     | +36.363             | 8    | 9      |
| 8   | 20  | Doriano Romboni       | Ducati       | 22     | +36.891             | 5    | 8      |
| 9   | 62  | Craig Connell         | Ducati       | 22     | +43.242             | 11   | 7      |
| 10  | 21  | Katsuaki Fujiwara     | Suzuki       | 22     | +51.160             | 10   | 6      |
| 11  | 16  | Andreas Meklau        | Ducati       | 22     | +51.218             | 13   | 5      |
| 12  | 79  | Shawn Giles           | Suzuki       | 22     | +56.982             | 14   | 4      |
| 13  | 7   | Pierfrancesco Chili   | Suzuki       | 22     | +1:03.133           | 12   | 3      |
| 14  | 19  | Lucio Pedercini       | Ducati       | 22     | +1:15.981           | 19   | 2      |
| 15  | 22  | Vittoriano Guareschi  | Yamaha       | 22     | +1:17.146           | 18   | 1      |
| 16  | 33  | Robert Ulm            | Kawasaki     | 22     | +1:17.236           | 16   |        |
| 17  | 23  | Jiří Mrkývka          | Ducati       | 22     | +1:34.613           | 21   |        |
| 18  | 26  | Jean-Pierre Jeandat   | Honda        | 21     | +1 ronde            | 23   |        |
| 19  | 38  | Lance Isaacs          | Ducati       | 21     | +1 ronde            | 24   |        |
| 20  | 76  | Scott Webster         | Honda        | 21     | +1 ronde            | 25   |        |
| 21  | 65  | Peter Archer          | Honda        | 21     | +1 ronde            | 26   |        |
| DNF | 63  | Alistair Maxwell      | Kawasaki     | 17     | Ongeluk             | 20   |        |
| DNF | 55  | Mauro Lucchiari       | Yamaha       | 14     | Ongeluk             | 22   |        |
| DNF | 9   | Peter Goddard         | Aprilia      | 8      | Uitgevallen         | 15   |        |
| DNF | 6   | Gregorio Lavilla      | Kawasaki     | 6      | Ongeluk             | 6    |        |
| DNF | 15  | Igor Jerman           | Kawasaki     | 2      | Uitgevallen         | 17   |        |
| DNQ | 40  | Giuliano Sartoni      | Ducati       | 0      | Niet gekwalificeerd |      |        |
| DNQ | 96  | Greg Smith            | Kawasaki     | 0      | Niet gekwalificeerd |      |        |
| DNQ | 18  | Carlos Macias Perdomo | Ducati       | 0      | Niet gekwalificeerd |      |        |
| DNQ | 89  | John Orchard          | Kawasaki     | 0      | Niet gekwalificeerd |      |        |

## Tussenstanden na wedstrijd

### Superbike
| Pos | Nr  | Rijder         | Team     | Punten |
| --- | --- | -------------- | -------- | ------ |
| 1   | 1   | Carl Fogarty   | Ducati   | 90     |
| 2   | 11  | Troy Corser    | Ducati   | 86     |
| 3   | 111 | Aaron Slight   | Honda    | 62     |
| 4   | 5   | Colin Edwards  | Honda    | 56     |
| 5   | 4   | Akira Yanagawa | Kawasaki | 42     |

1990 · 1991 · 1992 · 1994 · 1995 · 1996 · 1997 · 1998 · 1999 · 2000 · 2001 · 2002 · 2003 · 2004 · 2005 · 2006 · 2007 · 2008 · 2009 · 2010 · 2011 · 2012 · 2013 · 2014 · 2015 · 2016 · 2017 · 2018 · 2019 · 2020 · 2022 · 2023 · 2024 · 2025